# Biblioteca Orlando Ribeiro

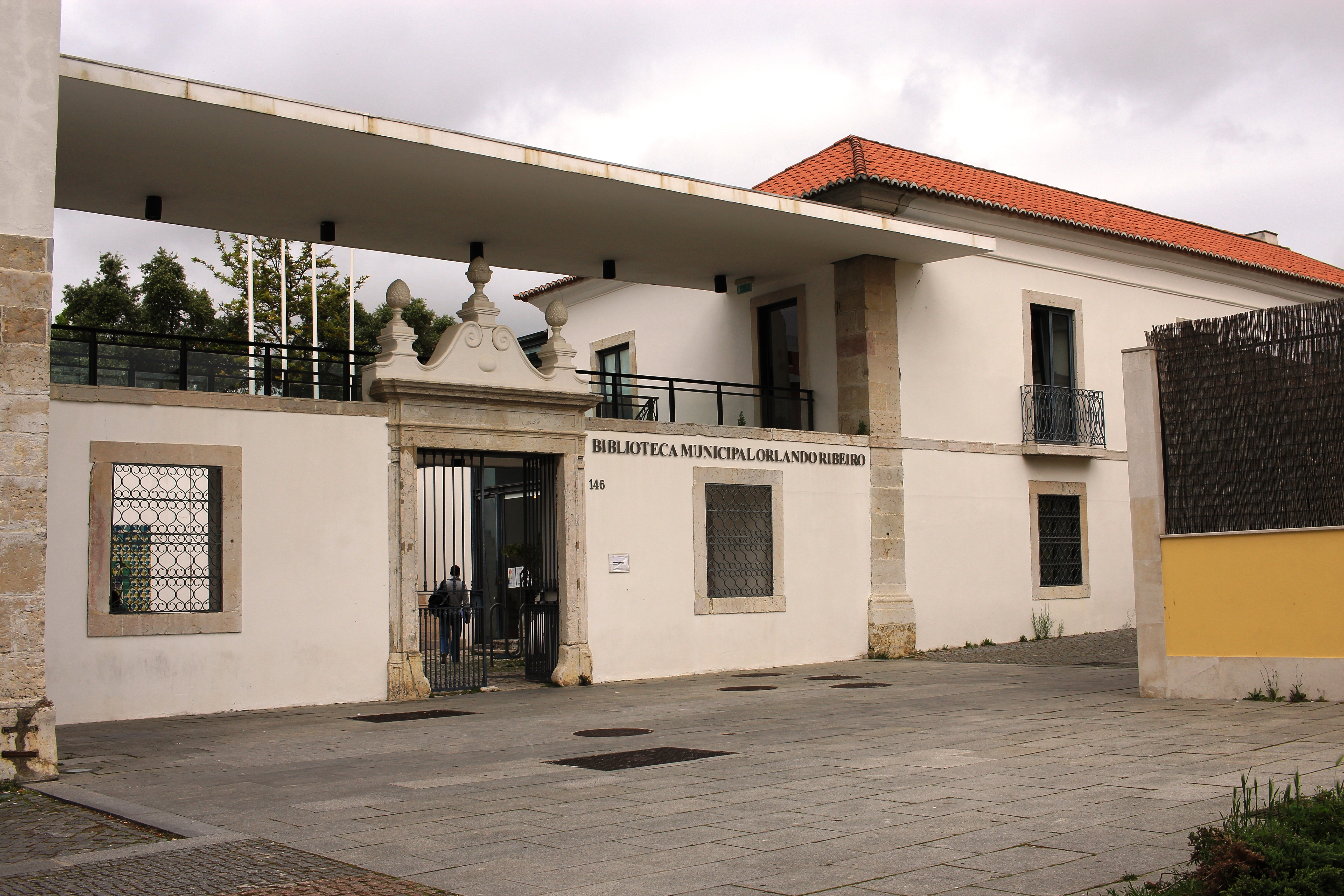
Biblioteca Municipal Orlando Ribeiro

A Biblioteca Municipal Orlando Ribeiro integra a Rede de Bibliotecas Municipais de Lisboa e localiza-se em Telheiras.